# Carl Ström (1805–1869)
Carl Adolf Peter Ström, född 15 november 1805, död 2 september 1869 på Fridhem i Frösö socken, var en svensk militär.
Carl Ström var son till överstelöjtnant Carl Peter Ström och Helena Andrietta Grundén. Han blev officer 1824, kapten vid Hälsinge regemente 1841, var kompanichef vid Krigsakademien på Karlberg 1842–1852 och blev major vid Jämtlands fältjägarregemente 1850. Ström var överstelöjtnant och chef för Jämtlands fältjägarkår 1853–1862. Han blev riddare av Svärdsorden 1849.